# Mike Ehrmantraut
Michael Ehrmantraut, surnommé Mike, est un personnage de fiction apparaissant dans la série Breaking Bad, son spin-off Better Call Saul ainsi que le film El Camino, interprété par Jonathan Banks.
C'est un ancien policier corrompu de Philadelphie, qui fut ensuite gardien du parking du tribunal d'Albuquerque puis officiellement chef de la sécurité des restaurants Los Pollos Hermanos. En réalité, il travaille pour le chef d'un puissant cartel de drogue (le patron du même restaurant) et fait office de détective privé, garde du corps, nettoyeur de scènes suspectes et d'autres opérations du même acabit.

## Création
Le personnage de Mike est créé au cours de la saison 2 pour remplacer Bob Odenkirk (Saul Goodman) indisponible pour le tournage des derniers épisodes de la saison en raison de la présence de l'acteur dans la série How I Met Your Mother. Jonathan Banks est retenu pour jouer le rôle de Mike à la suite, notamment, de son jeu dans Un flic dans la mafia. Pour jouer le rôle, Jonathan Banks déclare s'inspirer du personnage de Joubert dans Les Trois Jours du Condor (interprété par Max von Sydow).

## Biographie du personnage

### Événements antérieurs
Michael Ehrmantraut est né à Philadelphie le 20 septembre 1946. Négligé durant son enfance par ses parents, il a servi en tant que tireur d'élite durant la guerre du Vietnam. Durant sa jeunesse, il a été spécialisé dans la traque d'individus, qui qu'ils soient et où qu'ils soient à travers le monde. Il s'est marié pendant 22 ans et eu un fils, Matthew, aussi connu sous le sobriquet de « Mathy », en 1977. Après sa carrière militaire, il a passé trente ans dans les forces de police de Philadelphie, devant souvent faire face à des situations difficiles. Il mentionne qu'il a essayé de forcer un mari violent à arrêter de battre sa femme, mais cela fut un échec car l'homme l'a assassiné quelques jours plus tard. Sa carrière a été entachée par la corruption, qui eut lieu pour la première fois le 17 mars 1984, où il accepta comme la plupart des officiers de son poste des pots-de-vins. Matthew a finalement rejoint comme son père les forces de police et découvrit ainsi la corruption de son père, ce qui provoquera sa mort aux mains de deux policiers corrompus qui ne lui faisait pas confiance, Jack Fensky et Troy Hoffman, et firent accuser un dealer du meurtre de Matt après qu'il a refusé de prendre l'argent de la corruption. Dépressif et alcoolique, il a repris sa quête de vengeance pour se venger des assassins de son fils.

### Better Call Saul
Better Call Saul est un préquel de la série Breaking Bad, dont l'intrigue débute 6 ans avant la rencontre entre Mike et Walt.

#### Saison 1
Mike est employé comme gardien de nuit du parking du tribunal d'Albuquerque. Sa seule famille, composée de sa belle-fille Stacey et de sa petite fille Kaylee vivant non loin de lui.
Au fil de la saison, il révèle son travail au sein de la police de Philadelphie mais également sa corruption. Après la mort de son fils, Mike sombre alors dans l'alcool tout en traquant sans relâche les assassins de son fils. Il finit par se venger en les tuant à son tour, puis quitte Philadelphie pour Albuquerque où vivent sa belle-fille Stacey, désormais veuve, et sa petite fille Kaylee. Tous les trois sont très proches, et Mike ne vit désormais que pour les aider.
Au cours de ses gardes au parking du tribunal, il fait la connaissance de Jimmy McGill, un avocat au civil (qui change de nom par la suite pour se faire appeler « Saul Goodman »). Il est amené à collaborer avec lui à plusieurs reprises, échangeant leurs services : Jimmy représente Mike au tribunal lorsqu'il est interrogé dans l'enquête sur la mort d'Hoffman et Fenske, et Mike aide Jimmy à se sortir de certaines situations délicates.
Petit à petit, Mike est contraint de replonger dans le crime pour aider sa famille à payer ses dettes. Il est notamment le garde du corps d'un certain Pryce, un trafiquant de médicaments.

#### Saison 2
Dans cette saison, Mike est toujours aussi présent pour sa famille et notamment lorsque sa belle-fille est soumise à des crises d'angoisse importantes.
En parallèle, il travaille pour Nacho Varga, un dealer de drogues appartenant à un cartel. Celui-ci demande ses services afin de tuer Tuco Salamanca, le neveu du boss du cartel, devenu totalement instable. Mike décide plutôt de provoquer une bagarre entre lui et Tuco : en liberté surveillée et possédant une arme, Tuco retournera en prison s'il se fait arrêter. Ainsi, il évite d'utiliser une arme et d'entraîner une enquête. Cependant, l'oncle de Tuco, Hector Salamanca, retrouve Mike et tente un arrangement pour que Tuco bénéficie d'une remise de peine : il lui propose 5 000 $ pour qu'il dise que l'arme était à lui. Mike refuse, mais comprend à qui il a affaire. Hector tente de le faire changer d'avis de force, d'abord en envoyant ses hommes de mains chez lui, puis en menaçant sa petite-fille Kaylee. Dès lors, Mike est contraint de céder non sans réclamer une compensation financière bien plus importante. Il va ensuite partager cette somme avec Nacho, puisqu'il n'a pas rempli sa part du contrat en écartant Tuco. Cependant, il décide de surveiller les activités d'Hector afin de tout de même lui porter préjudice, et réussit à braquer l'un de ses camions en laissant la vie sauve au chauffeur. Il récolte ainsi 250 000 $. Néanmoins, l'opération a été camouflée par Hector et la police ne s'en est pas mêlée au grand dam de Mike. Nacho lui apprend qu'Hector a en effet tué le seul passant, un potentiel témoin. Mike se résout alors à le tuer avec un fusil de précision et suit Nacho qui le guide jusqu'à Hector. Il en est empêché au dernier moment par un inconnu, qui dépose un mot avec écrit « Don't ».

#### Saison 3
Afin de trouver qui est l'homme qui l'a empêché de tuer Hector et qui le suit, il mène l'enquête et trouve un pisteur GPS caché dans sa voiture. Grâce à sa débrouillardise, Mike parvient à retrouver l'homme de main qui a installé le traqueur, ce qui le mène droit vers Los Pollos Hermanos, une chaîne de restaurants de poulets. Ne voulant pas se faire voir dans le restaurant, il demande à Jimmy d'y aller pour lui et d'observer. C'est ainsi qu'il rencontre Gus Fring, gérant du restaurant, mais aussi patron d'un cartel de drogues. Gus souhaite qu'Hector reste en vie car il a besoin de lui pour ses activités illégales, mais il accepte que Mike continue de causer du tort à son trafic. Mike réussit à faire arrêter deux hommes en ayant introduit des traces de cocaïne dans un de leurs camions, à leur insu. Néanmoins, après avoir été menacé par Hector qui est jaloux de sa réussite et voyant le professionnalisme de Mike, Gus décide de l'embaucher secrètement. Celui-ci demande alors à Gus de l'aider à blanchir les 250 000 $ volés à Hector afin que sa famille puisse en bénéficier. Gus l'envoie rencontrer une certaine Lydia Rodarte-Quayle, gérante d'une multinationale, qui l'embauche pour vingt semaines comme consultant en sécurité sous son vrai nom. Ainsi, il peut « gagner » officiellement son pactole.
Pryce reprend contact avec Mike afin d'assurer sa protection. En effet, Nacho envisage de tuer Hector (son patron) car celui-ci devient de plus en plus gourmand et exigeant envers ses hommes. Ne supportant plus la pression et voyant qu'Hector menace son père, Nacho décide de le tuer en remplaçant ses gélules pour le cœur par des comprimés placebo. Pryce souhaite que Mike assure sa protection lors de la transaction des gélules vides. Mike refuse tout d'abord puis se souvient du passant innocent tué par Hector lorsqu'il a braqué son camion. Il accepte alors et conseille Nacho afin qu'il ne se fasse pas prendre. Ensuite, il décide de révéler le meurtre d'Hector. Il recherche le corps qu'il finit par trouver enterré non loin de la route et prévient la police.

#### Saison 4
Mike quitte son poste de gardien de parking pour devenir donc conseiller en sécurité pour Madrigal Electromotive, mais à la surprise de Lydia Rodarte-Quayle, il prend son poste au sérieux, commençant une série d'inspections minutieuses. Il continue d'accompagner sa belle-fille Stacey aux groupes de soutien de personnes veuves, jusqu'à ce qu'il dénonce un membre comme un menteur. Gus lui confie la surveillance du chantier de son laboratoire souterrain secret et de l'équipe d'ouvriers qui y travaillera. Avec Gus, il recrute Werner Ziegler, un chef de chantier allemand. Mike s'assure du confort de Ziegler et ses ouvriers mais le chantier prend beaucoup de retard et Ziegler finit par s'enfuir pour retrouver sa femme quelques jours. Mike se charge de le retrouver avant qu'il ne soit repéré par la famille Salamanca et l'abat lui-même.

#### Saison 5
L'arrivée de Lalo Salamanca en ville bouleverse les projets de Gus, alors que le neveu d'Hector cherche à lui nuire et à percer ses projets à jour. Le chantier du laboratoire secret est mis à l'arrêt, et Mike refuse d'être payé à rien faire, prenant ses distances avec Gus. Le meurtre de Werner Ziegler le hante. Il boit beaucoup et fait le vide en se bagarrant contre des voyous la nuit. Mais pendant une de ses altercations il manque de perdre la vie. Il est sauvé par Gus, qui lui explique les raisons de sa vendetta contre les Salamanca. Ayant été témoin de la violence des membres de la famille mexicaine, Mike finit par accepter de travailler à nouveau pour Gus et de l'aider dans la guerre à venir contre le cartel. Les deux hommes entretiennent dès lors de meilleurs rapports, même s'ils sont en désaccord sur le cas de Nacho Varga, taupe pour Gus parmi les Salamanca.
Mike parvient à faire arrêter Lalo Salamanca, mais étant donné que le gangster continue à gérer les opérations depuis sa cellule, lui et Gus sont forcés de le laisser sortir de prison pour qu'il reparte au Mexique. Saul Goodman est chargé de récupérer la caution de Lalo, mais se retrouve attaqué par des truands sur le chemin du retour : Mike tue tous les assaillants et escorte Saul dans un long périple à travers le désert qui doit les ramener chez eux. L'expérience s'avère traumatisante pour Saul, et l'avocat est soutenu moralement par Mike dans les jours qui suivent, renforçant encore le lien des deux personnages.

### Breaking Bad

#### Saison 2
Mike apparaît dans le dernier épisode de la saison 2. Il est envoyé par Saul Goodman pour effacer les traces de la blue meth créée par Walt chez Jesse Pinkman, qui vient de retrouver sa petite amie Jane morte d'une overdose dans le lit. Il est également chargé d'indiquer à Jesse la marche à suivre lorsque les ambulanciers puis la police viendront à son domicile. Dans le même épisode Walter White lui demande de retrouver où  Jesse se cache dans un squat pour junkie.

#### Saison 3
Dès le début de la saison, Mike se voit de nouveau confier une mission : Saul lui demande de surveiller les White, Skyler ayant appris la double vie de Walter. Il place des microphones dans les murs pour mettre la maison sur écoute, et se gare dans le quartier pour observer. Il est présent lorsque les jumeaux Salamanca arrivent chez Walter, hache à la main. Sachant que Walter fait affaire avec Gus Fring, il décide de le prévenir et parvient à empêcher son meurtre. Toujours grâce aux micros, il entend une dispute du couple et découvre que Skyler a eu une liaison avec son patron. Il va alors empêcher Walt de casser la figure de Ted.
À la suite de la fusillade entre Hank et les Salamanca, l'un des jumeaux, amputé des deux jambes, est amené à l'hôpital. Gus, ne voulant pas qu'il survive, vient voir son état et découvre qu'il est toujours en vie. Peu après, Gus quitte l'hôpital et le jumeau est déclaré mort. On peut apercevoir Mike en fond de la scène, suggérant que c'est lui qui a terminé le travail.
Il a pour mission d'éliminer Walter dans le dernier épisode. Cette mission échoue puisque Walt a en parallèle envoyé son assistant Jesse tuer son principal concurrent, Gale, le rendant ainsi indispensable à la production.

#### Saison 4
Après la mort de Gale, Mike doit garder Walter et Jesse en attendant l'arrivée de Gus. Lorsque celui-ci arrive, il tue contre toute attente son homme de main Victor, sous les yeux ahuris du trio. Il les laisse ensuite se débarrasser du corps à l'aide d'acide fluorhydrique. Walt ayant peur pour sa vie, songe sérieusement à se débarrasser de Gus et se procure une arme ce que remarque immédiatement Mike. Walt va alors solliciter son aide, ce qu'il refuse totalement et lui assène une petite raclée afin qu'il comprenne bien le message.
Par la suite, la guerre avec le cartel s'intensifie. On voit Mike subir une grosse attaque contre un camion des Pollos dont il assure le transport. Il réussit à s'en sortir, un bout d'oreille en moins.
Mike remarque que Jesse est gravement perturbé depuis qu'il a tué Gale. Il s'est même fait voler tout son argent, et Mike parvient à le lui récupérer. Informé, Gus demande à Mike de le prendre avec lui au cours de ses missions afin de le rendre moins incontrôlable. Il l'amène donc faire une virée en voiture pour récupérer l'argent de la drogue aux divers points de collecte de l'État. Ensuite, il l'embarque en mission pour retrouver la drogue volée lors d'une autre attaque de camion. Mike y découvre un message à l'attention de Gus. Lorsque celui-ci reçoit le cartel en vue d'une négociation, Mike est comme toujours son garde du corps. Hank se rapproche dangereusement de Gus. Mike enquête et découvre qu'il agit en cavalier seul. Cependant, il conseille Gus de ne pas attiser le cartel car gérer la guerre tout en étant surveillé ne serait pas une idée judicieuse. Ils décident alors de partir au Mexique avec Jesse afin de donner la recette de la meth. En réalité, Gus empoisonne tout le cartel et Mike prend une balle dans la bataille. Il est soigné par un Docteur clandestin (contact de Gus), qui l'oblige à rester alité au Mexique quelque temps.

#### Saison 5
Walt a réussi à éliminer Gus à la fin de la saison 4. En suivant, il prend contact avec Mike afin de retrouver le PC de Gus qui contient les images du labo, incriminant donc aussi Mike. Mais il s'avère que le PC est déjà sous scellé dans les locaux de police, et Mike connaissant la maison les sait condamnés. Il suggère alors que chacun disparaisse avant d'être arrêté. Finalement, grâce à une idée de Jesse, ils parviennent tous les trois à détruire le PC à distance grâce à un aimant géant.
Néanmoins, depuis la mort de Gus, la police a découvert l'empire de la drogue qu'il a bâti à Albuquerque et cherche désormais à mettre la main sur ses complices. Étant Chef de la sécurité des restaurants de Fring, Mike est interrogé par la DEA sur la réalité de sa mission. Il apprend ainsi que la police a saisi la totalité de la fortune qu'il avait mise de côté pour sa petite-fille. De plus, leur ancienne partenaire (Lydia Rodarte-Qualye) souhaite tuer tous les anciens complices de Gus afin de ne pas être découverte. Elle demande l'aide de Mike, mais celui-ci refuse assurant que ses gars sont fiables. Cela implique cependant qu'il doit continuer de les payer afin qu'ils gardent bouche close. Elle décide donc d'ajouter Mike à sa liste de personnes à tuer, mais il la contre.
Walt désire reprendre le trafic et veut faire de Mike son associé. Celui-ci est d'abord réticent, mais ayant besoin d'argent pour acheter le silence de ses hommes finit par céder. Il visite alors plusieurs locaux avec le duo de chimistes et ils jettent leur dévolu sur un labo mobile, dans des maisons bâchées par une société de dératisation. La 1ère fournée se passe bien, mais au moment de répartir l'argent, les associés sont en désaccord sur le paiement des hommes de Mike. Afin de pouvoir continuer de produire, Mike met Jesse en contact avec Lydia afin de lui fournir la méthylamine. L'opération tourne court lorsqu'elle découvre que tous ses barils sont pistés par la DEA, rendant son stock inutilisable. Mike est persuadé que c'est elle qui a tracé les barils et envisage de la tuer pour ça, et pour avoir mis un contrat sur sa tête. Pour sauver sa peau, Lydia leur fournit un tuyau concernant un train rempli de méthylamine. Mike est réticent à l'idée de braquer un train, mais le trio arrive à monter une opération réalisable avec l'aide de Todd, un employé de la société de dératisation. Cependant, à l'issue de l'opération, Todd abat froidement un jeune garçon qui a assisté à la scène. Les 3 hommes décident finalement d'épargner Todd, et dissolvent le corps du garçon ainsi que sa moto.
Mike est forcé de constater qu'il est constamment surveillé par la DEA. Afin d'éviter de se faire prendre, il décide de se retirer de l'affaire en vendant sa part de méthylamine à l'un de ses contacts. Jesse, affecté par tout ce qu'il a subi, décide de se retirer et d'en faire autant. Walt n'est pas d'accord avec ce plan. Mike décide alors de l'enfermer le temps que la transaction se fasse. Il parvient à s'échapper, et vole la méthylamine de Mike et Jesse. Ils retournent alors dans le désert proposer un marché à Declan : qu'il devienne le nouveau distributeur de Walt. Mike leur vend alors sa part d'une valeur de 5 millions. Il place ensuite cet argent à la banque pour Kaylee et pour maintenir le silence de ses neuf hommes, via un avocat. Or, Hank a en parallèle décidé de filer cet avocat et l'arrête en flagrant délit. Walt, présent dans le bureau de Hank lorsque Steve lui annonce que l'avocat va dénoncer Mike, décide de l'appeler pour le prévenir. Mike n'a plus d'autre choix, il doit quitter le pays, sans avoir le temps de dire au revoir à sa petite-fille. Il demande à Walt de récupérer un sac caché à l'aéroport avec argent et passeport puis ils se retrouvent en forêt. Walt fait alors du chantage à Mike : il lui rend le sac, à condition que Mike donne le nom de ses neuf hommes. Mike refuse et, fou de rage, dit ses quatre vérités à Walt : si aujourd'hui ils en sont là, c'est uniquement à cause de son ego. Walt tire alors sur Mike avec le pistolet qu'il lui avait dérobé dans le sac.
Mortellement blessé au ventre, Mike va s’asseoir sur un rocher face au lac pour mourir en paix.

## Réception

### Distinctions
Pour son jeu d'acteur dans la peau de Mike, Jonathan Banks est régulièrement nommé dans la catégorie second rôle dans une série dramatique.
- Screen Actors Guild Awards :
  - Meilleure distribution pour une série dramatique :
    - Nommé : 2011, 2012 et 2018.
- Critics' Choice Television Awards :
  - Meilleur acteur dans un second rôle dans une série dramatique :
    - Lauréat : 2015,
    - Nommé : 2013.
- Saturn Awards :
  - Meilleur acteur de télévision dans un second rôle :
    - Lauréat : 2013,
    - Nommé : 2019.
- Primetime Emmy Awards :
  - Meilleur acteur dans un second rôle dans une série dramatique :
    - Nommé : 2013, 2015, 2016, 2017 et 2019.
- Satellite Awards :
  - Meilleur acteur de série dans un second rôle :
    - Nommé : 2015 et 2016.